# Claude de Saint-Bonnet de Toiras
Ne doit pas être confondu avec Thoiras.
Claude de Saint-Bonnet de Toiras est un prélat français, agent général du clergé de France de 1617 à 1621 puis conseiller du Roi, comte et abbé de Saint-Gilles, prieur de Longpont et soixante-douzième évêque connu de Nîmes de 1625 à 1633 et deuxième du nom.

## Famille
Il est le fils d'Aymar de Saint-Bonnet du Caylar de Toiras, et de Françoise de Claret de Saint-Félix de Pallières. Il a comme frères et sœurs :
- Jacques de Saint-Bonnet, seigneur de Restinclières (Hérault), conseiller du Roi, maître de camp d'un régiment de gens de pied, gouverneur de Clermont-Lodève (aujourd'hui Clermont-l'Hérault dans le département de l'Hérault) puis de Lunel et du château de Meyrueis (Lozère), sénéchal de Montpellier ;
- Simon de Saint-Bonnet, seigneur de La Forest, gouverneur de la ville de Foix (Ariège), conseiller du Roi ;
- Paul de Saint-Bonnet de Toiras, seigneur de Montferrier (Hérault), lieutenant pour le  Roy à Amboise (Indre-et-Loire), dans le fort Louis près de La Rochelle et dans l'île de Ré, tué d'un coup de canon dans le fort de Saint-Martin-de-Ré en défendant la place contre les Anglais du duc de Buckingham en 1627 ;
- Rollin de Saint-Bonnet de Toiras, seigneur de Restinclières, capitaine aux Gardes du Roy mort, lui aussi, les armes à la main au premier combat de l'île de Ré (sur la plage de Sablanceaux, à Rivedoux-Plage) pour s'opposer au débarquement des Anglais du duc de Buckingham le 23 juillet 1627.
- Jean de Saint-Bonnet de Toiras, favori de Louis XIII et maréchal de France.

## Carrière religieuse
Chanoine de Montpellier, abbé commendataire de Saint-Gilles dans le diocèse de Nîmes, de Longue Villar dans le diocèse de Boulogne et prieur de Longpont près de Paris, il est nommé agent général du clergé de France lors de l'assemblée de 1619. Coadjuteur de Pierre IV de Valernod, évêque de Nîmes le 25 octobre 1621 et nommé évêque titulaire de Césarée-en-Bithynie (de),  il est investi du siège le 12 septembre 1625. Dès 1632 il est compromis dans un complot avec les évêques d'Albi, Lodève et René de Rieux, évêque de Saint-Pol de Léon. Gracié par le roi Louis XIII en février 1633 à la condition qu'il résigne son évêché, il devient prévôt de Montpellier avant d'être de nouveau nommé au chapitre de chanoines. Il meurt brutalement le 4 mai 1642.

### Source
- (en) Catholic Hiearchy.org: Bishop Claude de Saint-Bonnet de Thoiras